# Kirsten Neycken-Bartholemy
Kirsten Neycken-Bartholemy, née le 19 mai 1972 à Eupen est une femme politique belge germanophone, membre du SP.
Elle est coiffeuse; depuis 2013 enseignante professionnelle.

## Fonctions politiques
- 2012-     : conseiller communal à Eupen
- 2013-     : membre du parlement germanophone.